# Ein Doppelgänger

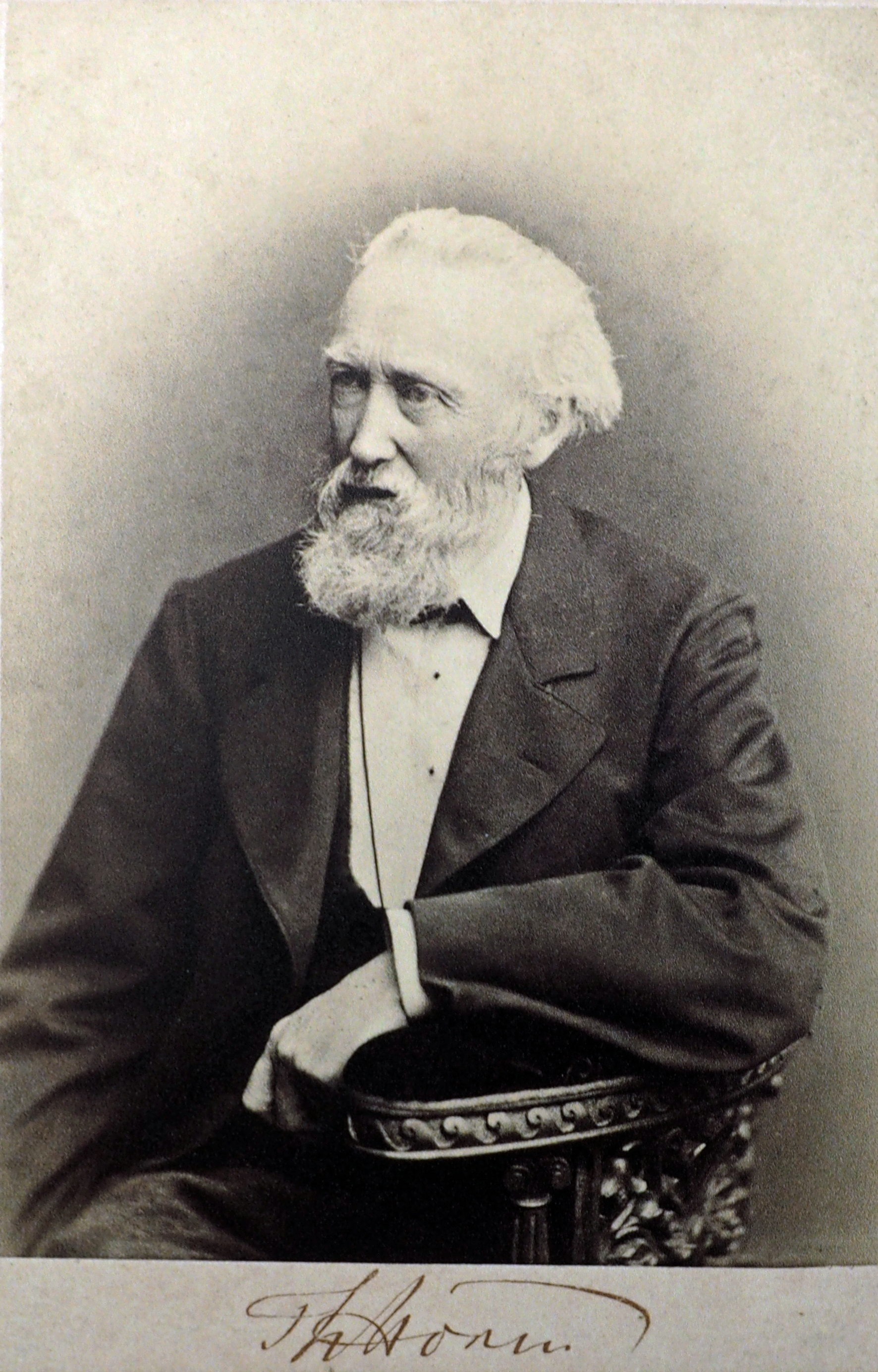
Theodor Storm

Ein Doppelgänger ist der Titel einer späten Novelle Theodor Storms. Sie erschien in Fortsetzungen zwischen dem 1. Oktober und dem 15. Dezember 1886 in den ersten sechs Heften der Zeitschrift Deutsche Dichtung, die von Karl Emil Franzos im selben Jahr gegründet und bis zu seinem Tode herausgegeben wurde. 1887 wurde sie im Gebrüder Paetel Verlag in dem Sammelband Bei kleinen Leuten zusammen mit der Erzählung Bötjer Basch in einer leicht überarbeiteten Fassung publiziert.
Sie gehört zu seinen sozialkritischen Werken, ist in eine Rahmen- und Binnenhandlung untergliedert und berichtet vom Schicksal eines ehemaligen Strafgefangenen namens John Hansen, der nach seiner Entlassung Schwierigkeiten hat, in der Gesellschaft Fuß zu fassen und an sozialer Ausgrenzung und eigenen charakterlichen Problemen scheitert.
Indem Storm individuelle und gesellschaftsbedingte Probleme entlassener Strafgefangener umkreiste, nahm er Fragen der Resozialisierung vorweg, die später vielfach bearbeitet wurden. Die Ausweglosigkeit der Lebenslage Hansens erregte das Mitgefühl vieler Zeitgenossen und führte unter anderem dazu, dass in Husum eine Stiftung für bedürftige Arbeiter gegründet wurde. Die Novelle diente als Vorlage für den Film John Glückstadt von Ulf Miehe.

## Form und Inhalt
Die Erzählung um John Hansen ergibt sich aus einer zufälligen Begegnung des namenlosen Ich-Erzählers mit einem Oberförster in Jena, dessen Frau aus Husum stammt und nach dem elenden Tod ihres Vaters von dessen Eltern aufgenommen wurde.
Das Werk ist auf drei Zeitebenen angesiedelt. Es beginnt mit der kurz angedeuteten Gegenwart des Chronisten, der sich an eine Reise erinnert, die ihn „vor einigen Jahren“ nach Jena führte. Am Schluss der Novelle wird diese Ebene erneut erreicht, indem er beschließt, seine dort gewonnenen Freunde zu besuchen.
Die ausgemalte Erinnerung an das Försterehepaar bildet die idyllische Rahmenhandlung für die umfangreiche Binnenerzählung um John Hansen, die etwa 30 bis 40 Jahre vor der Erzählgegenwart liegt.

### Rahmenerzählung

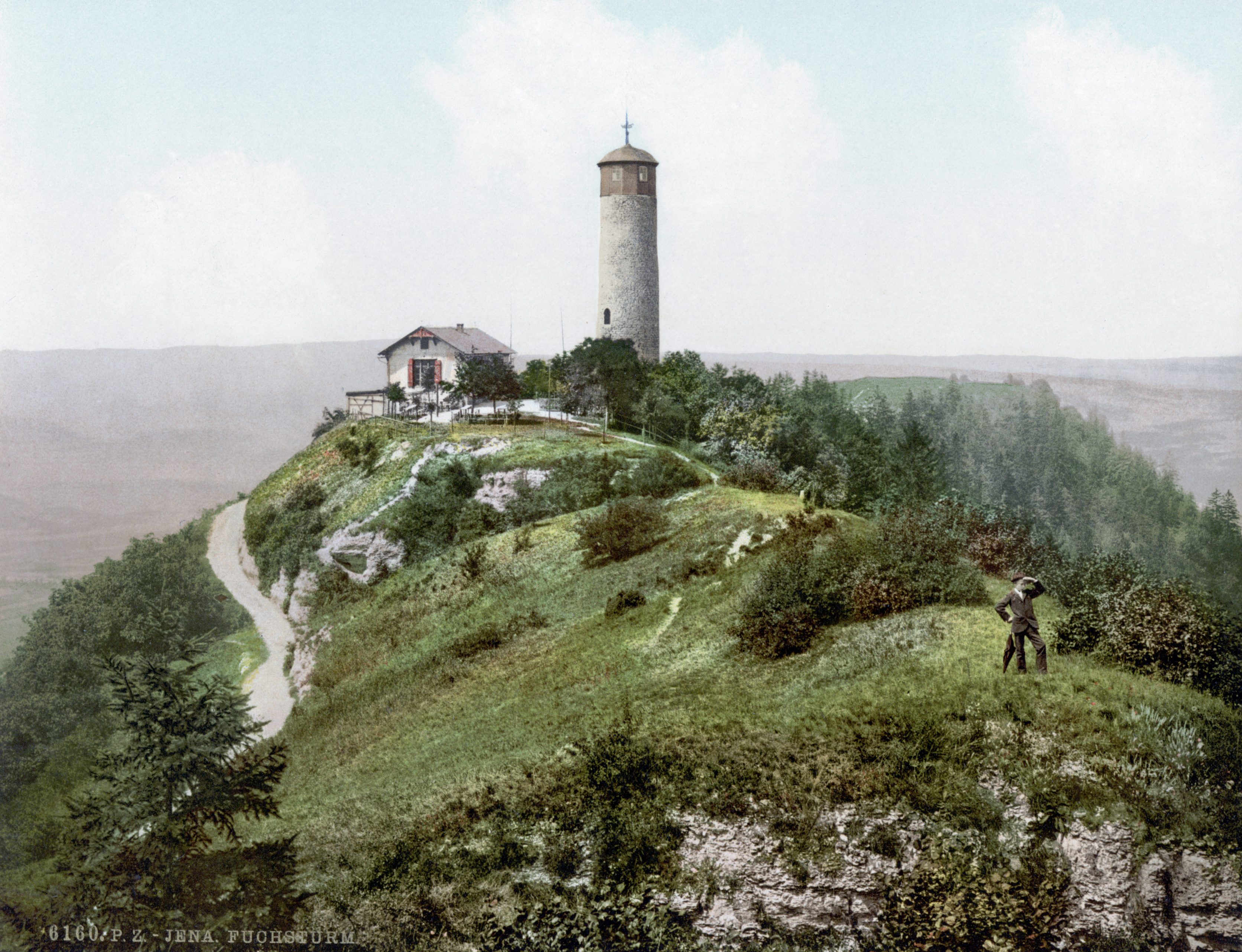
Fuchsturm um 1900

Der Reisende, ein Advokat, hat sich in der „Gastwirtschaft zum Bären“ in Jena einquartiert, wie einstmals Martin Luther. Ermüdet von einer längeren Stadterkundung und der Besteigung des Fuchsturms, macht er es sich in einer behaglichen Ecke des Gastzimmers in einem Lehnstuhl bequem und schläft ein. Erwachend hört er eine sonore Männerstimme und sieht einen ältlichen Herrn, den er „nach seiner Kleidung“ als Oberförster einordnet. Dieser unterhält sich mit einem jungen Mann und äußert sich kritisch über Poesie, was der Erzähler später aufgreift. Nachdem der andere die Wirtschaft verlassen hat, kommen die beiden ins Gespräch, und bald lädt ihn der sympathische Mann in seine Försterei ein.
Bereits am nächsten Morgen bricht der Advokat auf und erreicht nach der genauen Beschreibung des Försters einen Waldweg, der ihn unter schattigen Wipfeln zum schönen Anwesen des Mannes führt, wo er vom Gebell etlicher Jagdhunde begrüßt wird, die auf einen Pfiff des eben aus dem Hause kommenden Försters Ruhe geben. Er erscheint nicht allein, sondern in Begleitung seiner zarten, „fast mädchenhaft(en)“ Frau Christine.
Nach einem Spaziergang in den umliegenden Wald und einem Mittagessen wird ihm ein ruhiges Zimmer im ersten Stock zugewiesen. Er macht einen langen Mittagsschlaf, geht hinab und unterhält sich mit der „edlen Frau“, deren Mann das Gut für kurze Zeit verlassen musste. Es stellt sich heraus, dass beide aus derselben Stadt kommen, in der sie, Kind des Arbeiters John Hansen, allerdings in ärmlichen Verhältnissen lebte und die sie vor fast 30 Jahren verlassen hat.
Sie schildert ihren Vater bruchstückhaft und teils widersprüchlich als liebevollen Menschen mit „schönen großen Augen“, in dessen Armen sie sich wohlfühlte, dann wieder als gewalttätig, sie und ihre Mutter schlagend. Als sich der Advokat nicht an den Namen des Mannes erinnern kann, ruft sie: „Sie hätten ihn kennen müssen... Sie würden die, welche die kleinen Leute genannt werden, noch tiefer in Ihr Herz geschlossen haben!“ Dem Erzähler kommt ein „wüster junger Kerl“ in den Sinn, der allerdings einen anderen Namen hatte.
Etwas später bittet ihn der besorgte Oberförster, das Thema zu meiden, und erklärt ihm, dass der Vater seiner Frau John Glückstadt genannt wurde „nach dem Orte, wo er als junger Mensch eine Zuchthausstrafe verbüßt hatte“. Christine wisse nichts von diesem Namen und solle es nicht erfahren, da sie ihn kindlich verehre und die Wahrheit sie schockieren würde.
Als der Erzähler nach dem Abendessen von seinem Fenster aus in die Sommernacht blickt, denkt er zurück an seine Vaterstadt und imaginiert die Geschehnisse, die 30 Jahre zurückliegen. Er erinnert sich an einen verlassenen Brunnen und an eine winzige Kate auf einem weiten Feld, aus der er eine fluchende Männerstimme vernahm, „dröhnende Schläge, das Zerschellen von Gefäßen“, dazwischen „das Wimmern einer Frauenstimme.“

### Binnenerzählung
John Hansen ist ein kräftiger, aufbrausender Mensch aus einem Nachbardorf, der bereits als „tüchtiger Soldat“ einen Vorgesetzten, der ihn beleidigt hatte, „mit dem kurzen Seitengewehr“ beinahe erstochen hätte.
Er findet keine Anstellung und lernt den trunkfälligen Spitzbuben Wenzel kennen, mit dem er müßig seine Zeit verbringt. Mehr aus Übermut als aus krimineller Energie – „Spaß sollte schon dabei sein“ – lässt er sich zu einem „unerhört frechen Einbruchdiebstahl“ verleiten, bei dem der Exsenator Quanzberger, ein hagerer, zahnloser Herr, geknebelt und dessen Diener fast erschlagen wird. Bald wird er gefasst und zu sechs Jahren Zuchthaus verurteilt, wobei sich zeigt, dass einige Honoratioren ihr Bedauern über den Abstieg des Burschen äußern.

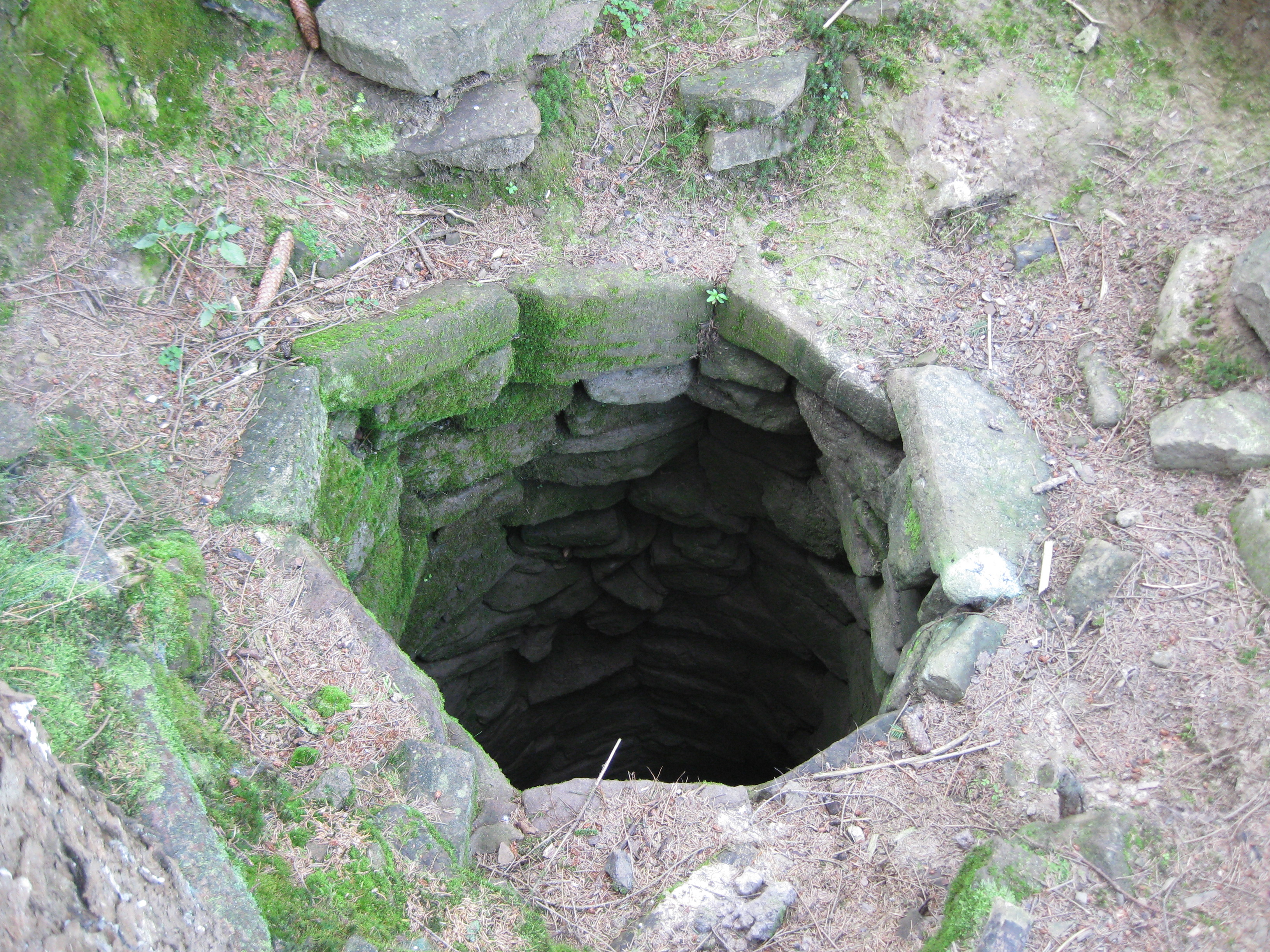
Brunnen

Nachdem er seine Strafe verbüßt hat, findet Hansen, der nach dem Ort der Haftanstalt nun „John Glückstadt“ genannt wird, trotz der guten Zeugnisse zunächst keine Arbeit, da er gemieden wird und man sich vor dem gefährlich aussehenden Mann mit den dunklen Augen fürchtet. Endlich wird er als Aufseher beim Zichorienanbau eingestellt, wo er für „fünfzig oder sechzig Weiber“ zuständig ist, die unter seinen strengen Blicken das Unkraut zu jäten haben. Er verliebt sich in die siebzehnjährige, leidenschaftliche Hanna, an die sich auch der Erzähler gut erinnern kann. Als Hansen sie eines Tages davor bewahrt, in einen ungesicherten Brunnen zu stürzen, gibt sie ihm das Jawort. Er zieht in ihre Hütte, in der sie mit der Mutter lebt.
Das bescheidene Eheglück ist Anfeindungen und Vorurteilen der Mitmenschen ausgesetzt. Bei einer Betriebsfeier der Zichorienfabrik wird er von anderen geschnitten und bespöttelt. Nur der Bürgermeister setzt sich für das stigmatisierte Paar ein, glaubt aber nicht an ein zukünftiges Glück, da Hansen über einem unlösbaren Rätsel brüte. Als die unverheiratete Schwägerin des Fabrikanten einwirft, dann möge er das Brüten sein lassen, entgegnet er, das Rätsel heiße „...wie find ich meine verlorene Ehre wieder? – Er wird es niemals lösen.“ Bald wird dem Paar unter schwierigen Umständen – die Amme lässt sich Zeit, da sie nur wenige Schillinge zu erwarten hat – eine Tochter geboren, Christine.
Die Spannungen nehmen zu, und immer häufiger kommt es zum Streit, an dem auch Hanna mit losen Redensarten ihren Anteil hat. Hansen spürt, dass die Gesellschaft nicht vergessen kann und ihn verlacht. Irgendwann beginnt er, seine Frau und selbst das Kind zu schlagen, bereut dies stets und bittet um Vergebung, die Hanna ihm regelmäßig gewährt, wenn sie ihn auch anfleht, das Kind zu verschonen.
Als Hanna ihn nach dem Tode ihrer Mutter eines Tages provozierend an seine Zeit im Zuchthaus erinnert, stößt er sie so heftig von sich, dass sie gegen den Ofen stürzt und stirbt. Mit ihren letzten Atemzügen vergibt sie ihm. Er verheimlicht den Tod, kümmert sich liebevoll um seine Tochter und nimmt die fürsorgliche Bettlerin „Küster-Mariken“ auf, die Christine beaufsichtigt und das fleißige Mädchen schließlich unterrichtet, so dass es früher als andere Kinder schreiben lernt.
Während eines furchtbaren Winters, als die Vögel tot vom Himmel fallen, denkt er an den Bretterzaun, den er damals um den gefährlichen Brunnen hatte anbringen lassen, um Hanna zu schützen. „Hatten die Bretter einst sein Weib geschützt, sie konnten nun sein Kind erwärmen.“
Eines Tages begegnet er Wenzel. Er will jeden Kontakt vermeiden und ihn zum Teufel schicken, doch da kommt just der Dorfpolizist Lorenzen vorbei, hält die Begegnung für verdächtig und meldet sie dem Bürgermeister. Der aber schätzt Hansen noch immer als einen „reputierliche(n)“ Menschen, der „sich und seine Kleine durchzubringen“ suche und seine Arbeit nicht aufs Spiel setzen wolle, kann den Beamten allerdings nicht überzeugen. Ergrimmt über die Abweisung seiner Schlüsse, verbreitet der Gendarm die Geschichte gegenüber Arbeitern und Handwerkern, die es weitererzählten, so dass bald die ganze Stadt den Vorfall kennt und über gefährliche Pläne spekuliert. Obwohl Wenzel nicht mehr gesehen wird, hinterlässt er doch „des Teufels Spur“ – Hansen wird entlassen und findet später nur für kurze Zeit eine schlecht bezahlte Feldarbeit.
Die Situation wird so drückend, dass er seine Tochter fragt, ob sie betteln würde, aber zurückschreckt, als sie zu weinen beginnt. In der Nacht überlegt er verzweifelt, wer ihm noch helfen könnte, bis er an das Kartoffelfeld neben dem Brunnen denkt, der nun von einem hohen Ährenfeld verborgen ist. Er schleicht sich aus der Hütte, geht in fast undurchdringlicher Finsternis zum Acker und sammelte einige Kartoffeln zusammen. Von Schuldgefühlen übermannt, ist er kurz davor, alles wieder zurückzuschütten, spricht dann aber: „Ich kann nicht, lieber Gott! Mein Kind! Es soll ans Kreuz geschlagen werden; laß mich es retten, ich bin ja nur ein Mensch!“ Er tastet sich zurück und fühlt, wie die hohen Ähren sein Gesicht berühren. Hier war Hanna vor zehn Jahren in seine Arme gefallen. Da strauchelt er und stürzt in die Tiefe.
Nachdem eine polizeiliche Suche nach ihm erfolglos bleibt, gehen die Meinungen auseinander. Während einige glauben, er sei geflohen, um Wenzel zu treffen, spekulieren andere, er habe am Deich den Tod gesucht und sei von der Ebbe hinausgetrieben worden. Man fragt den Bürgermeister nach seiner Meinung: „Nachdem dieser John von Rechts wegen seine Strafe abgebüßt hatte, wurde er, wie gebräuchlich, der lieben Mitwelt zur Hetzjagd überlassen. Und sie hat ihn nun auch zu Tode gehetzt, denn sie ist ohn Erbarmen...er gehört nun einem anderen Richter.“

### Rahmenerzählung
Dem Erzähler kommt zu Bewusstsein, dass er noch immer am offenen Fenster steht und in „halbvisionärem“ Zustand ein Menschleben gesehen hat. Vor seinem inneren Auge sieht er die kauernde Gestalt des Toten in der Tiefe des Brunnens und erinnert sich an die Aussage eines verängstigten Jungen, der damals eine hohle Stimme aus dem Kornfeld vernommen haben wollte.
Am Tag vor seiner Abreise erzählt er dem Förster, was er in der Nacht gesehen hat. Der hält es zunächst für Poesie, bekennt aber vierzehn Tage später in einen Brief, er habe seiner Frau alles nach seiner Geschichte berichtet, da ein solches Geheimnis zwischen den Ehepartnern schlecht sei.
Nachdem der Briefwechsel sich über die Jahre fortgesetzt hat, will der Erzähler morgen zu seinen Freunden fahren.

## Entstehung und Titel
Storm schrieb das Werk in den Sommermonaten des Jahres 1886 und unterbrach dafür seine Arbeit an den Novellen Der Schimmelreiter und Ein Bekenntnis von Juli bis Dezember 1886.

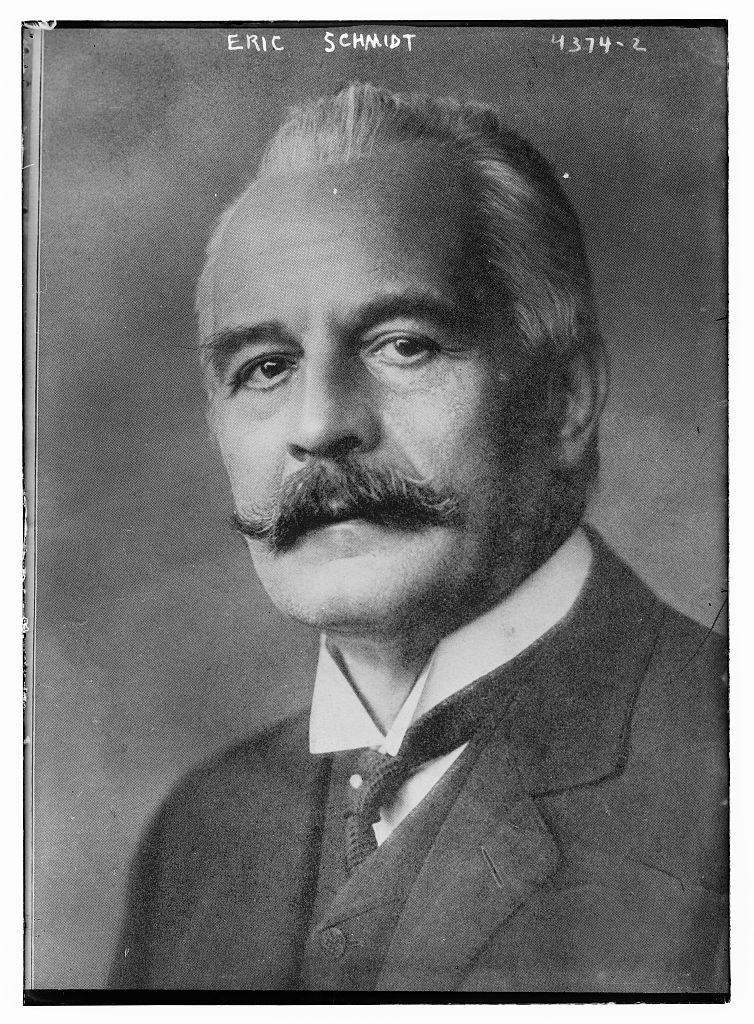
Erich Schmidt

Zunächst hatte er die Bitte Karl Emil Franzos’ vom 25. Juni 1886 um einen Beitrag für seine Zeitschrift abgewiesen. Dass die Novelle seriell veröffentlicht werden sollte, erschien dem gesundheitlich angeschlagenen und durch andere Novellenprojekte beanspruchten Autor wie eine „Hetzjagd“, da er Texte stets nachkorrigierte und deswegen befürchtete, das Ganze keiner „Revision“ mehr unterziehen zu können, so dass sich „Fehler“ einschleichen würden. Wie er Franzos am 5. Juli und Erich Schmidt am 16. September 1886 schrieb, hatten ihn Äußerungen seiner Schwägerin Charlotte Storm über einen „etwas unheimlichen Tod eines Husumer Menschen“ sehr beeindruckt, und nahezu über Nacht – „Wie ich andern Morgens aufsteh, ist die Geschichte fertig in meinem Kopf“ – gewann er eine Vorstellung über Struktur und Inhalt des noch vor ihm liegenden Werkes.
Da Storm das erste und einzige Mal den Beginn einer Novelle drucken ließ, während er noch mit ihrer Niederschrift befasst war, nimmt das Werk eine Sonderstellung in seinem Œuvre ein.
Seine Novelle sollte zunächst den Titel „Der Brunnen“ tragen und damit auf das zentrale, leitmotivisch verwendete Symbol hindeuten. In dem Begleitbrief zu einem 48-seitigen Manuskript an den Herausgeber schrieb Storm am 11. August 1886: „Der Titel ist fast unfindbar; ich nenne es bis auf Weiter: Ein Doppelgänger.“ Mit diesem Titel konnte er die Vergangenheit vergegenwärtigen und die Ebenen der Erzählung organisch miteinander verknüpfen, wenn er ihn auch etwas „geschraubt“ fand, wie er seinem Neffen Ernst Esmarch in einem Brief vom 19. Mai 1887 mitteilte.
Um einen bestimmten Stoff zu gestalten, umriss Storm offenbar den Inhalt eines Werkes und skizzierte dabei auch die Abfolge der Szenen.
Der Entwurf des Doppelgängers beginnt mit einer holzschnittartigen Inhaltsangabe, welche die Ansätze vieler stimmungsvoller Szenen enthält:
„Ein unheimlicher wüster Mensch, Zuchthäusler, heisere Stimme, heirathet  u. wohnt bei Husum, Kinder sind nicht da, mißhandelt die Frau, blaß u. verkommen, im Vorbeigehen ihr Geschrei gehört, wird gefürchtet u. gemieden; wir Kinder, wenn er uns in der Dämmerung begegnete, liefen, wie wir nur konnten, in die nächsten Gassen. Da wird dem Paar ein Kind, ein Mädchen geboren, fein, zart, nicht ungesund ...“
Diese Szenenbilder gehen im Verlauf der weiteren Arbeit schrittweise in die Erzählung über. Im Konzeptpapier der Novelle finden sich Partien, die Storm nahezu wörtlich in Kladde, Reinschrift und Druck übernahm.
Gelegentlich ließ Storm Abschriften seiner Manuskripte anfertigen, da er befürchtete, sie könnten auf dem Postwege verlorengehen. Weil ihm die Strecke von Hanerau-Hademarschen nach Wien offenbar zu lang erschien, bat er seine Töchter Gertrud und Friederike, seine späte Novelle abzuschreiben. Die heute im Husumer Storm-Archiv befindliche Abschrift korrigierte er selbst, versah sie mit dem Titel und unterschrieb sie.
Untersuchungen der Kladden und Reinschriften Storms brachten ans Licht, dass er seine Manuskripte häufig rigoros zusammenstrich und lange Passagen entfernte. So berichtete Franzos, er habe eine „seitenlange, mühsam ausgefeilte, in ihrer Art wunderschöne Beschreibung des Gartens am Forsthaus im letzten Augenblick“ gestrichen, da sie nach seinem „feinen Gefühl“ die Entwicklung des Geschehens gehemmt hätte. Storm bezeichnete die Novelle als eine „Schwester des Dramas“ und wollte vermeiden, dass der dramatische Fluss durch längliche Charakterisierungen und Landschaftsbeschreibungen gestaut wird, wie sie sich etwa bei Adalbert Stifter finden.

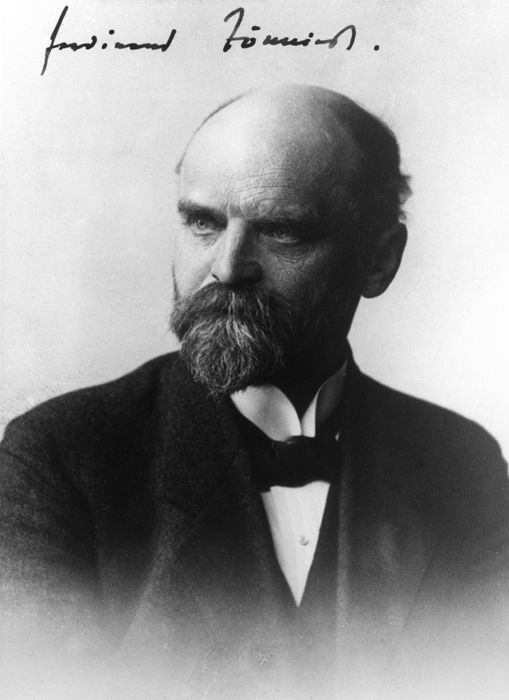
Ferdinand Tönnies

Die Eingangsszene orientiert sich an der „alten Gastwirtschaft zum Bären“, in der Storm auf der Rückreise von Weimar 1886 logierte. In der Gaststube betrachtete er ein Gemälde von Otto Schwerdgeburth, das Martin Luthers Aufenthalt während der Reise von der Wartburg nach Wittenberg am 3./4. März 1522 zeigt und auch heute noch dort zu sehen ist.
Im Mai 1886, zwei Jahre vor seinem Tod und bereits kränkelnd, hatte er sich mit seinem Freund Ferdinand Tönnies und seiner Tochter Elsabe auf eine recht lange Reise begeben. Der Weg führte sie von seinem Wohnort Hademarschen über Hamburg zunächst nach Braunschweig, wo er Stunden im Haus des Verlegers Westermann verbrachte und mit Wilhelm Raabe zusammentraf. Über Nordhausen und Erfurt ging es weiter bis nach Weimar, wo Elsabe ein Studium an der Musikschule aufnahm.
Dort nahm Storm an der ersten Generalversammlung der Goethe-Gesellschaft teil, traf seinen Freund Erich Schmidt, mit dem er seit Jahren korrespondierte, und besuchte Goethes Wohnhaus am Frauenplan, das kurz vor der Eröffnung als Museum stand. Während eines Diners bei Großherzog Carl Alexander von Sachsen-Weimar-Eisenach begegnete er Heinrich von Eggeling, Kurator der Friedrich-Schiller-Universität in Jena, und wurde von ihm eingeladen.
Bei der Audienz erschien er nicht mit Zylinder, sondern trug einen Schlapphut, um durch diese „Revolutionsattrappe“ seine Ablehnung des Feudalismus zu zeigen.
Seinem Erinnerungsbuch „Gedenkblätter“ vertraute Tönnies später an, er habe Storm „dann wieder im ‚mythologischen‘ Jena, bei dem damaligen Universitätskurator Eggeling“ getroffen und mit dem „trefflichen Professor Berthold Delbrück und seinen klugen Töchtern“ gespeist. Storm sei wieder „bei frischen Kräften, so daß er am Abend noch mit uns den Weg zum lieblichen Aussichtspunkte des Forsthauses, der doch eine Stunde Aufstiegs in Anspruch nahm, wohlgemut machen konnte.“ Daraus lässt sich schließen, dass von dem Aufenthalt in der Stadt Impulse für die Rahmengeschichte ausgingen.

## Einzelfragen
Die Hansen-Tragödie erscheint als Phänomen der poetisierenden Erinnerung.
Die Erklärung des Försters regt die Imagination des Erzählers an, der als Kind von einem John Glückstadt gehört hat, sich aber anfänglich nicht weiter entsinnen kann. Auffallend ist, dass die Eheleute ihm nur wenige Details aus Hansens Leben mitteilen, ihn damit aber anregen, das Geschehen in „halbvisionärem Zustande“ poetisch bis in kleinste Details auszumalen. Anders als bei Christines verschwommen Kindheitseindrücken haben seine Phantasiebilder poetisches Potenzial und können sogar die Umstände des Todes erhellen, über die bis zu seinem Besuch bei den neuen Freunden nichts bekannt war und die er als Jurist glaubwürdig erklären kann.
In Storms Erzählung ist die Familie kein harmonischer Ort des Rückzugs und wird von gefährlichen Trieben heimgesucht, deren zerstörerische Kraft erst durch den Tod gebannt wird.
Mit den auffällig widersprüchlichen und fragmentarischen Erinnerungen Christines zeichnet sich ein ambivalentes Bild John Hansens ab. Schildert sie ihn einerseits als fürsorglichen Vater, der sie in die Arme nimmt, so dass sie an „der warmen Brust des mächtigen Mannes“ trotz starker Hungergefühle einschlafen kann, steigen andererseits angstbesetzte Bilder eines brutalen, schimpfenden Wesens empor, das sie und ihre Mutter schlägt, vor dem sie sich fürchtet und versteckt. Da sie das „Schreckbild“ rational nicht erfassen kann, will sie es verdrängen, kann aber dem „doppelgängerischen“ Schatten nicht entkommen.

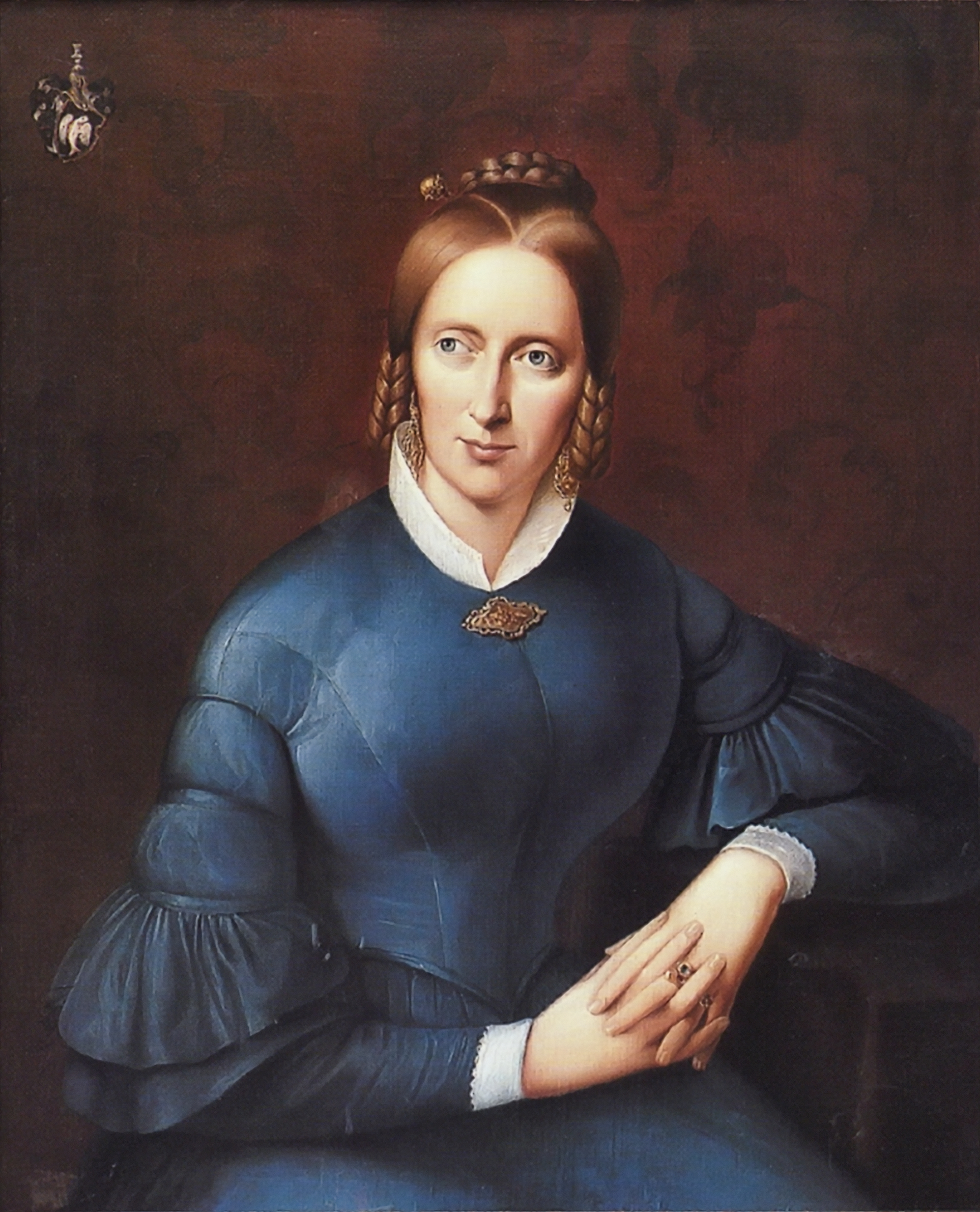
Annette von Droste-Hülshoff

Das Motiv des unheimlichen Doppelgängers, das in Werken wie E. T. A. Hoffmanns Roman Die Elixiere des Teufels, Edgar Allan Poes Erzählung William Wilson und Oscar Wildes Roman Das Bildnis des Dorian Gray verarbeitet wird, klingt im Titel der Novelle an und wird hier eigenwillig umgesetzt.
Die Forschung untersuchte es im Hinblick auf Droste-Hülshoffs Novelle Die Judenbuche vor allem deswegen, weil beide Werke mit Dingsymbolen – der Buche, dem Brunnen – arbeiten, die Fragen individueller Schuld und Milieuproblematik miteinander verbinden.
Storm variierte die romantische Thematik, indem es bei ihm nicht um zwei zum Verwechseln ähnliche oder identische Menschen geht, sondern um unterschiedliche Bilder eines Mannes als draufgängerischer John Hansen und Haftentlassener John Glückstadt in der Erinnerung seiner Tochter. Für Walter Zimorski wird John Hansen auch dadurch zum Doppelgänger, dass die Intoleranz der Bürger sein soziales Ich vernichtet und eine Identität mit den sozialen Normen der Gesellschaft wegen seiner unkontrollierten Affekte nicht möglich ist. Erst durch die Synthese aus Rahmen- und Binnenerzählung könne der Leser den „ganzen Menschen“ John Hansen verstehen.
Die in der Forschung wenig beachtete Figur des Ich-Erzählers ist eher oberflächlich charakterisiert, zeichnet sich aber erkennbar durch ihre Neigung zu Ruhepausen und Schläfrigkeit aus. Bereits in der ersten Szene der Rahmengeschichte setzt sich der „sommermüde“ Advokat in eine behagliche Ecke des Gastzimmers und schläft ein. Am nächsten Tag fällt er nach einem Waldspaziergang und dem Mittagessen in einen ungewöhnlich langen Schlaf.
Laut Gideon Haut birgt dieser Zustand poetisches Potential und entfaltet die tabuisierte Geschichte um den Vater Christines, womit die umfangreiche Binnenhandlung als Quasi-Erinnerung vor dem inneren Auge des Erzählers ausgelöst wird. Nach dem Mittagsschlaf spricht er mit Christine und dem Förster und bekennt, er werde gelegentlich „von einem plötzlichen Gedanken bis zur Vergessenheit der Gegenwart“ mitgerissen.
Im Elternhaus habe sein Bruder dann gesagt, man solle ihn nicht stören, denn „seine Maus ist ihm aus dem Mund gesprungen“, womit er an den Volksglauben erinnerte, dass die Seele den Körper in Gestalt einer Maus verlasse.
Storm deutet die Beziehung zwischen Schlaf und Poesie bereits in der Eingangsszene im Speisesaal an, als der Förster mit seinem Bekannten spricht und ihm vorhält, er sei ein Träumer und habe bereits ein Gedicht geschrieben.

## Hintergrund und Deutung
Ein Doppelgänger gehört zu Storms späten sozialkritischen Werken und wurde 1887 von seinem Freund Alfred Biese in den Preußischen Jahrbüchern  mit Zolas Roman Germinal verglichen.
Anders als in der Rahmengeschichte mit dem behaglichen Gasthaus und der schönen Försterei ist die Welt John Hansens dunkel und realistisch geschildert. Er ist der „düstere John“, der um Haaresbreite seinen Vorgesetzten mit dem Bajonett ersticht, den Zichorienanbau zu beaufsichtigen hat, bei dem Exsenator einbricht, seine Frau im Jähzorn tötet und schließlich in den tiefen „Schinderbrunnen“ stürzt. Storm beschreibt neben den dunklen Anlagen auch den menschlichen Kern des Vaters und zeigt ihn als zuverlässigen Arbeiter, der für seine Tochter sorgt und den ehemaligen Gefährten Wenzel zurückweist.
Storm wurde von seiner richterlichen Tätigkeit zwar häufig vom Dichten abgehalten, andererseits gedanklich und stofflich von ihr angeregt, was sich gerade in dieser Novelle oder in Draußen im Heidedorf zeigt. Wie Tönnies berichtete, unterhielten sich die beiden „über Demokratie und ... Sozialismus“, wobei Storm mit der „Sympathie eines Menschenfreundes“ sprach, „der kein Politiker sein wollte“. Bei allem Verständnis für die Situation der Arbeiter vertrat er keine klassenkämpferischen Ansichten. Die Hoffnung schien ihm nicht in der „Befreiung der Arbeiterklasse“, sondern in ihrer Verbürgerlichung zu liegen, was in der Novelle angedeutet wird, indem John Glückstadts Tochter durch ihre Ehe ins Bürgertum aufsteigt.
Nach den 1878 erfolgten Attentaten auf Kaiser Wilhelm I., die Otto von Bismarck zum Anlass nahm, die Sozialistengesetze durchzusetzen, schrieb er Gottfried Keller, es sei „außerordentlich, wie das Dutzendgesindel einem die natürliche Teilnahme mit Dreck beschmeißen und in Ekel verkehren“ könne.
Seinem Neffen Ernst Esmarch gegenüber bekannte er, dass im Doppelgänger wie in der „Geschwisternovelle Bötjer Basch das Evangelium der Liebe stecke“.
Von dem Werk ging ein Impuls zur Gründung der „Storm-Stiftung zum Wohle der Arbeiter“ aus, die bis zum Ersten Weltkrieg bestand. Die Idee dafür hatte Karl Heinrich Keck, Direktor des Königlichen Gymnasiums in Husum, der sich gegenüber Storm ausdrücklich auf diese, das soziale Elend eines Arbeiters schildernde Novelle bezog. Anlässlich seines 70. Geburtstages am 14. September 1887 versammelten sich viele Husumer in der Aula des Gymnasiums, in der ein Festvortrag gehalten und fünf Lieder vorgetragen wurden. Im Saal des Hotels „Stadt Hamburg“ gab es anschließend eine „große Festversammlung“. Der Erlös beider Feierlichkeiten bildete die Basis für die Stiftung, der Storm zugestimmt hatte und deren Zinsen einmal jährlich einem bedürftigen Arbeiterehepaar zugutekommen sollten.

Johannes Wedde

Die eigentliche Geburtstagsfeier fand in Storms Altersvilla und später in „Thiessens Gasthof“ in Hademarschen statt, wo der Jubilar, der natürliche Einfachheit vorzuziehen pflegte, in Frack und „mit Orden um den Hals und auf der Brust“ erschien.
Noch zu Lebzeiten Storms würdigte Johannes Wedde, Mitglied der Sozialdemokratischen Arbeiterpartei, in seinem kurzen Buch Theodor Storm. Einige Züge zu seinem Bilde die Novelle als „schneidigen Protest“ gegen die Zustände der Zeit.
Für ihn war die Erzählung ein „mit klassischer Meisterschaft ausgeführtes Zeitbild“, aus dem einem „die ganze Not der Wirklichkeit von 1887 und 1888“ entgegenschreit.
Die Novelle stelle einen Ausgestoßenen und Delinquenten vor, einen „Menschen der Gegenwart“, auf den die „Gesellschaft der satten zahlungsfähigen Moral“ – repräsentiert von der Schwägerin des Zichorienfabrikanten – mit „tugendhafter Verachtung“ wie auf ein sittlich verkommenes Wesen herabblicke.
Laut Rüdiger Frommholz zeigt sich dieser Ansatz bereits mit der 1859 veröffentlichten Novelle Auf dem Staatshof, in der Storm sich mit Problemen überkommener Wertvorstellungen des Adels beschäftigte und in Gestalt der lebensunfähigen Protagonistin das Ende der feudalistischen Zeit andeutete. Mit John Hansen rücke er nun erstmals einen Proletarier ins Zentrum eines Werkes, der weniger aus krimineller Neigung als aus situativer Bedingtheit wie Unbeherrschtheit, Verführung und Arbeitslosigkeit straffällig werde und bis an sein elendes Ende das Stigma des Ausgestoßenen trage. Der deutliche Kontrast zwischen der idyllisch getönten Rahmenerzählung und der unerbittlich düsteren, entlarvenden Binnengeschichte trage bereits naturalistische Züge. Die parodistisch anmutenden Versatzstücke der Einleitung deuten für ihn darauf hin, dass Storm den Glauben an die Geborgenheit des Bürgertums schrittweise verloren hat. Storm zeige ein subtiles Rechtsempfinden und greife mit Fragen wie der möglichen Resozialisierung Strafgefangener und dem Recht auf Arbeit Themen des 20. Jahrhunderts auf.
Der bedrohliche Brunnen sei ein Sinnbild andauernder existentieller Gefahr entrechteter Menschen.